# علي أبو عشرين
علي عبد الله أبو عشرين (1987 - ) حارس مرمى سوداني يلعب لصالح نادي الهلال السوداني، وانضم إلى قائمة المنتخب السوداني في عام 2018.